# Kaplan Burović
Kaplan Burović (cyr. Каплан Буровић, alb. Kapllan Buroviq), wcześniej Kapllan Resuli (cyr. Каплан Ресули; ur. 8 sierpnia 1934 w Ulcinju jako Kapllan Resulbegović (cyr. Каплан Ресулбеговић, alb. Kapllan Resulbegoviç lub Kapllan Resulbegoviq), zm. 11 sierpnia 2022 w Genewie) – jugosłowiańsko-albański prozaik, poeta, profesor albanistyki i nauczyciel, więzień polityczny, dysydent. Utworzył termin Republika Kosowa.
Znany był z obalenia licznych nieprawdziwych tez historycznych, jak między innymi rzekome pochodzenie Albańczyków z Albanii Kaukaskiej.

## Pochodzenie
Rodzina Kapllana Resuliego pochodziła z Bośni.
Pradziadkowie Kapllana używali nazwiska Burović, jeden z nich przeszedł na islam; ich potomkowie aktualnie zamieszkują między innymi Sjenicę, Belgrad oraz Turcję. Jeden z przodków Kapllana nazywał się Rist-Rizvan Burović; jego potomkowie, żeby upamiętnić swojego ojca, używali nazwisko Rizvanagić (Sulejman Rizvanagić i jego syn Resulj), a następnie Rizvanbegović oraz Resulbegović. Pierwszą o tym ostatnim nazwisku był Arslan-beg Resulbegović, który w 1687 roku przeniósł się z Hercegu Novego do Ulcinja; był on jednym z przodków w linii prostej Kapllana Resulego.

## Życiorys
Chodził do serbskojęzycznej szkoły, natomiast w domu posługiwano się językiem albańskim; w dzieciństwie Kapllan nie wykazywał dobrej znajomości tegoż języka.
W latach 1953–1955 pracował w Skopje jako publicysta dla czasopisma Flaka e Vllaznimit, a w latach 1956-1959 pełnił funkcję redaktora naczelnego czasopisma Iskra w Belgradzie. Opublikował również swój wiersz pod tytułem Bojana dla czasopism Koraci, Stravanje i Polet.
Latem 1956 roku wziął udział w protestach w Ulcinju przeciwko zamykaniu albańskojęzycznych szkół, uznając je za niezgodne z konstytucją. Albańczycy, którzy również brali udział w demonstracjach, byli agentami UDBA; ich celem było aresztowanie Resulbegovicia oraz doprowadzenie do skazania go na karę śmierci. Sam Resulbegović był nawet uważany za agenta UDBA. W 1957 roku ukończył naukę na Wyższym Instytucie w Skopje, następnie wyjechał do Tetowa, gdzie kontynuował pracę nauczyciela.
W 1959 roku został skazany na 18 miesięcy pozbawienia wolności; wyrok odbywał w Idrizowie i w Ulcinju. W następnym roku został wypuszczony na wolność; początkowo miał wyjechać do Związku Radzieckiego, jednak dnia 1 października 1960 roku ostatecznie wyjechał do Albanii, gdzie pracował jako nauczyciel w Lushnji oraz angażował się w karierę pisarską, a władze albańskie zakazały mu opuszczania kraju oraz nadały status internowanego. W celu ukrycia swojego pochodzenia zmienił nazwisko z Resulbegović na Resuli. Uczęszczał na studia albanistyczne na Uniwersytecie Tirańskim, które ukończył w 1969 roku.
Oskarżony o przygotowania do opuszczenia kraju, antyalbańską propagandę oraz za posiadanie i handel bronią palną, został skazany na ponad 40 lat pozbawienia wolności oraz osadzony w więzieniu w Burrelu, gdzie odbywał wyrok od roku 1970 do dnia 7 grudnia 1990. Po wyjściu na wolność ponownie zmienił nazwisko, tym razem na używane przez swoich przodków nazwisko Burović.
W 1991 roku wyemigrował do Genewy, gdzie kontynuował pracę pisarza. Założył czasopismo Ylberi, którego w latach 1993-1999 był redaktorem naczelnym.
Zmarł 11 sierpnia 2022 roku w Genewie; jego ciało zostało przetransportowane do Podgoricy, następnie do Ulcinja, gdzie zostało pochowane na cmentarzu przy Kościele św. Mikołaja.
Należał do lig pisarskich Jugosławii, Albanii oraz Czarnogóry; był również członkiem Albańskiej Akademii Nauk. Znał języki serbsko-chorwacki, albański, francuski, rosyjski i łaciński.

## Wybrana twórczość i prace naukowe
- Bojana (1952)[1][6][13][16][4][5]
- Naxhija (1953)[16]
- Ulcinjske daire (1953)[16]
- O determinaciji društva i društvenog uredjenja (1954)[1]
- E fejuara e detarit (1956)[16]
- Mornareva udovica (1956)[1][12]
- Mornareva vjernica (1956)[1]
- Shkënijat e para (1956)[1]
- Vejusha e detarit (1956)[8][16]
- Zov mora (1956)[16]
- Tramundana (1957)[1][6][16]
- Fanola (1958)[1][6][8][16][12]
- Njeriu pa ngjyrë (1958)[1][16]
- Mes dy kaltërsirave (1959)[16]
- Ulcinjski pomorci (1959)[16]
- Buna (1961)[16]
- Tradhëtia (1965)[1][6][7][2][14][14][4][12][5]
- Ushtima e korabit (1968)[6][2][1][16]
- Zana e Ulqinit (1968)[16]
- E folmja e ulqinit (1969)[1][16][12]
- Gjarpëri (1969)[2][1][16][12][5]
- Šubara (1975)[16]
- Zemër prindi (1975)[16]
- Do të vij! (1987)[8][1]
- Le vrai visage d'Ismail Kadare (1992)[8][1]
- Liber leximi (1992)[1][12]
- Rrezet e shpresës (1992)[13][1][16]
- Je viendrai (1993)[1]
- Fjalori të polmes së Ulqinit (1994)[1][16][12]
- Ilirët dhe shqiptarët (1994)[1]
- Morski valovi (1994)[1][16]
- Paqja nuk arrihet duke shpifur dhe intriguar (1994)[8][1][12]
- Porijeklo Albanaca (1994)[1]
- Resulbegovići (1994)[1][16]
- Ulcinj (1994)[1][16]
- Pisma iz zatvora (1996)[1][12]
- L'amour defendu (1997)[13][1][12]
- Shpifjet e Kadaresë nuk e ndryshojnë të vërtetën (1997)[1][12]
- Ngadhnjimi i shpresës (1998)[1][16]
- Autopsia e një morali (1999)[1]
- Letra nga Burreli (1999)[8][1]
- Mikrologjira (2000)[8][1]
- Shpifjet e udbashit nafi çegrani (2000)[1]
- Stvarnost i albanske uluzije (2000)[1]
- Istina iznad svega (2001)[1]
- Mbi dashurinë (2001)[8][1]
- Nishta dhe të tjerë (2001)[1]
- Studentet (2001)[1]
- Adem Demaçi (2002)[8][1]
- Njegoš (2002)[1]
- Od Iliromanje do terorizma (2002)[1][16]
- Agjenti i Sigurimit (2003)[1]
- Krik raspetog (2003)[1][16]
- Llagapët e ulqinakëve (2003)[1][16]
- Marginalije (2003)[8][1]
- Resulbegoviqët dhe shqiptarët (2003)[1][16]
- Bumerangu i Enver Hoxhës dhe i hoxhistëve (2004)[8][1]
- Dardanija (2004)[1]
- Esat Mekuli (2004)[8][1]
- Hapšenje mornareve vjerenice (2004)[1]
- Pretendiranja albanca (2004)[1]
- Bukuroshja e plazhit (2005)[16]
- Dëshmoj (2007)[16]
- Martirizirano Kosovo (2007)[16]
- Burovići (2008)[16]
- Istorija Ulcinja (2009)[16]
- Na Istoku ništa novo! (2009)[16]
- Ngadhënjimi mbi vdekjen (2009)[8][16]
- Ambasadori shqiptar (2010)[8]
- Enciklopedija Ulcinja (2010)[16]
- Fjala është karajfil (2015)[8]

## Wyróżnienia
Podczas II Kongresu Ligi Pisarzy Albańskich, który odbył się w 1969 roku, uznano powieść Resulego pod tytułem Tradhtia jako jedno z najlepszych dzieł literatury albańskiej, a sam autor został ogłoszony honorowym członkiem Albańskiej Akademii Nauk.
Albańskie Ministerstwo Edukacji i Kultury w 1992 roku wprowadziło do programu szkolnego utwory Resulego; zostały również umieszczone w jugosłowiańskiej encyklopedii Biographical Lexicon, wydanej w 1999 roku w językach serbsko-chorwackim i angielskim.
W 2005 roku uczelnia New York University ogłosiła Burovicia Mandelą Albanii.

## Życie prywatne
Był w trzech związkach małżeńskich. Pierwszą żoną była Turczynka Feriha Hajrullah, która wzięła rozwód z Buroviciem, gdyż uległa informacji, jakoby ten miał być agentem UDBA.
Miał rodzeństwo (najmłodszy brat miał na imię Hajrudin) oraz dwoje dzieci: Arbena i Arbanę.
Zadeklarował, że nie jest narodowości albańskiej.